# Nissedal
Gmina Nissedal (norw. Nissedal kommune) – norweska gmina leżąca w regionie Telemark. Jej siedzibą jest miasto Treungen.
Nissedal jest 124. norweską gminą pod względem powierzchni.

## Demografia
Według danych z roku 2005 gminę zamieszkuje 1408 osób. Gęstość zaludnienia wynosi 1,56 os./km². Pod względem zaludnienia Nissedal zajmuje 377. miejsce wśród norweskich gmin.
| ludność stan na 1 stycznia 2005 |         |           |       |
|                                 | kobiety | mężczyźni | razem |
| osób                            | 714     | 694       | 1408  |
| %                               | 50,71%  | 49,29%    | 100%  |

| wykształcenie stan na 1 października 2004 |        |         |        |        |
|                                           | podst. | średnie | wyższe | niezn. |
| osób                                      | 248    | 703     | 174    | 14     |
| %                                         | 21,77% | 61,72%  | 15,28% | 1,23%  |

## Edukacja
Według danych z 1 października 2004:
- liczba szkół podstawowych (norw. grunnskolar): 4
- liczba uczniów szkół podst.: 195

## Władze gminy
Według danych na rok 2011 administratorem gminy (norw. rådmann) jest Sverre Sæter, natomiast burmistrzem (norw. ordfører, d. borgermester) jest Anne-Nora Oma Dahle.